# 伊若拉河

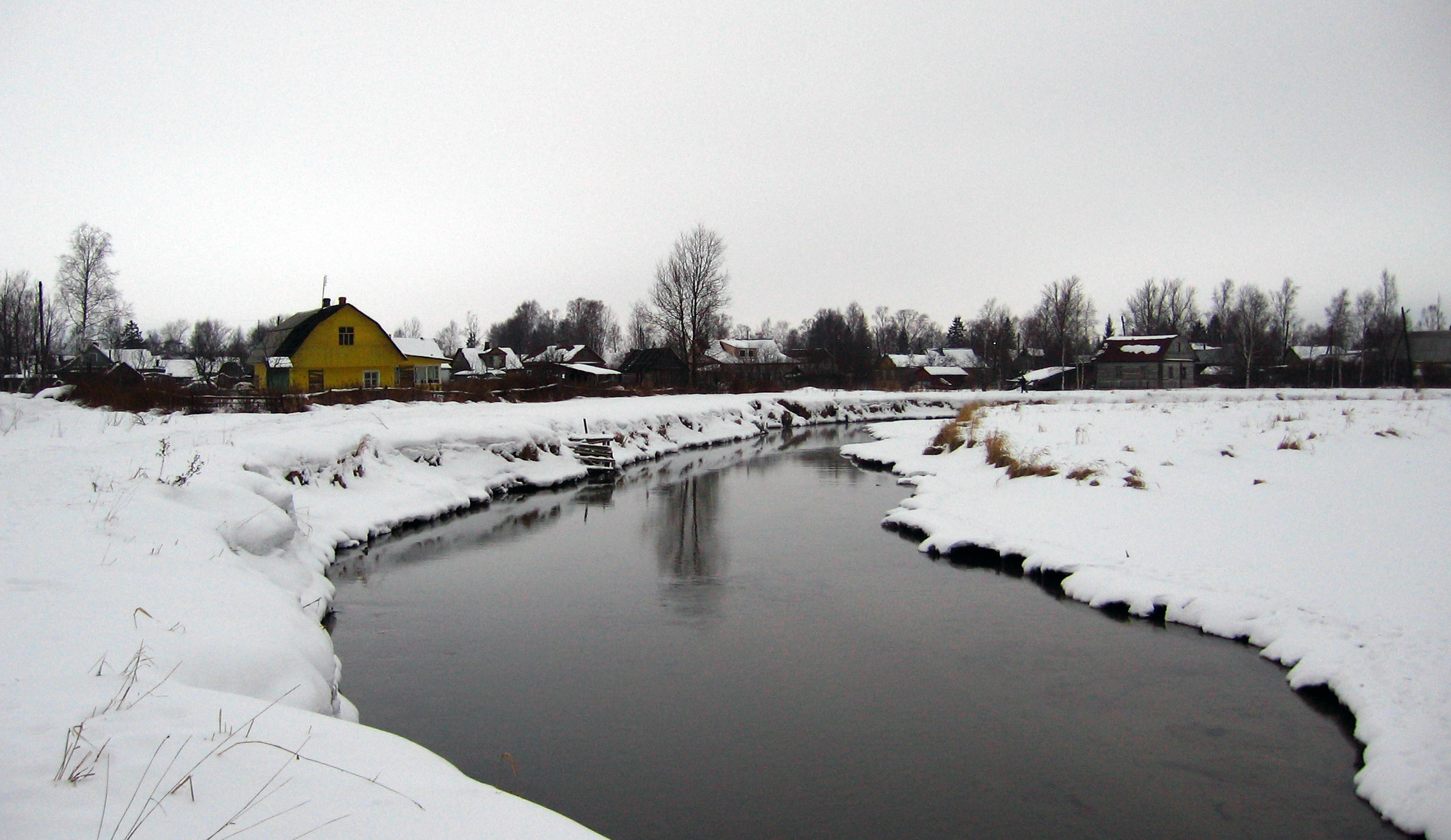
伊若拉河

伊若拉河是俄羅斯西北部的河流，屬於涅瓦河的左支流，河道全長76公里，從發源地拉多加湖流至芬蘭灣，河水主要來自地下水、溶雪和雨水，全年都不會乾涸或結冰，河畔城市有科爾皮諾。
59°48′11″N 30°36′11″E / 59.80306°N 30.60306°E